# أكاديمية أوروبيا
أكاديمية أوروبيا هي الأكاديمية الأوروبية للعلوم الإنسانية والآداب والقانون والعلوم.

## التأسيس
تأسست الأكاديمية في عام 1988 كأكاديمية على مستوى أوروبا وتضم جميع مجالات البحث العلمي. تعمل كمنسق للمصالح الأوروبية في وكالات البحث الوطنية.